# William King Sebastian

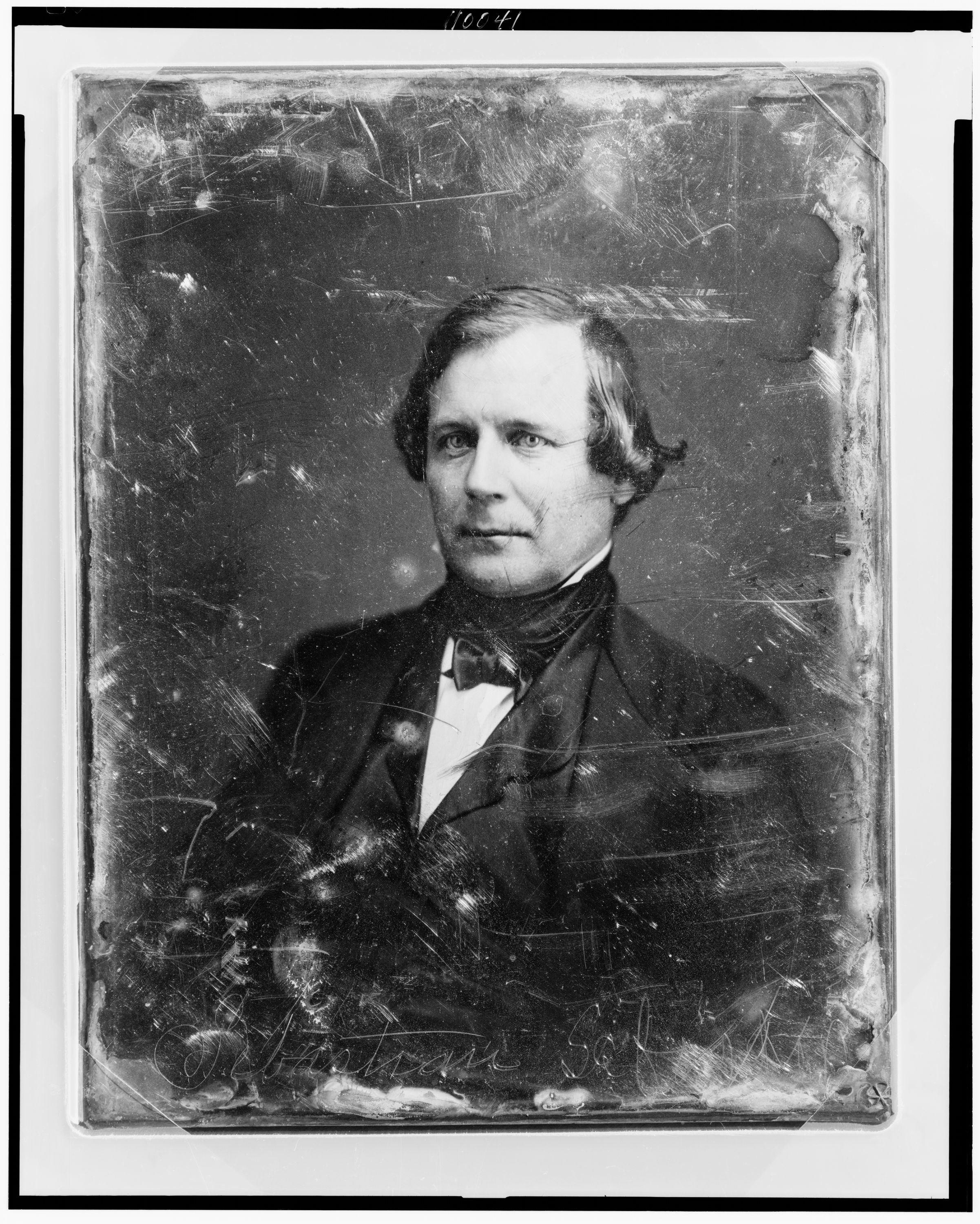
William King Sebastian

William King Sebastian (* 1812 in Centreville, Hickman County, Tennessee; † 20. Mai 1865 in Memphis, Tennessee) war ein US-amerikanischer Jurist und Politiker (Demokratische Partei), der den Bundesstaat Arkansas im US-Senat vertrat.

## Leben
Nachdem er seinen College-Abschluss in Tennessee erlangt hatte, studierte William King Sebastian die Rechtswissenschaften und wurde 1835 in die Anwaltskammer aufgenommen, woraufhin er in Helena in Arkansas als Jurist zu praktizieren begann; später wurde er dort auch als Pflanzer tätig und baute Baumwolle an. Von 1835 bis 1837 war er als Staatsanwalt beschäftigt, zwischen 1840 und 1843 fungierte er als Richter am Kreisgericht (Circuit court), ehe er in gleicher Funktion an den Arkansas Supreme Court berufen wurde.

## Politik
1846 erfolgte dann Sebastians Wahl in den Senat von Arkansas, dem er bis 1847 als Präsident vorstand. Nach dem Tod von US-Senator Chester Ashley wurde er zu dessen Nachfolger in Washington, D.C. ernannt und trat sein Amt am 12. Mai 1848 an; später gewann er auch die offizielle Nachwahl. Sebastian entschied auch die Wiederwahlen in den Jahren 1853 und 1859 jeweils für sich. Während seiner Zeit im Senat war er unter anderem Vorsitzender des Ausschusses für Indianerangelegenheiten.
Unmittelbar nach Ausbruch des Bürgerkrieges legte Sebastian sein Senatsmandat nieder; der formelle Ausschluss aus dem Gremium wegen Unterstützung der Konföderation erfolgte am 11. Juli 1861. Er kehrte nach Arkansas zurück, wo er wieder als Anwalt tätig war; im neu gegründeten Staat übernahm er kein politisches Amt mehr. Als die Unionstruppen 1864 Helena einnahmen, verlegte Sebastian seinen Wohnsitz nach Memphis. Dort starb er im folgenden Jahr.

## Würdigung
Im Jahr 1877 nahm der Senat die Resolution über Sebastians Ausschluss aus dem Parlament zurück; seinen Kindern wurde eine Entschädigung gezahlt. Das Sebastian County in Arkansas ist nach dem ehemaligen Senator benannt.